# Càrrega elèctrica (consum)
Una càrrega elèctrica és un component elèctric o una porció d'un circuit que consumeix energia elèctrica (activa), com ara aparells elèctrics i llums a l'interior de la llar. El terme també pot referir-se a la potència consumida per un circuit. Això s'oposa a una font d'alimentació, com ara una bateria o un generador, que proporciona energia.
El terme s'utilitza més àmpliament en electrònica per a un dispositiu connectat a una font de senyal, tant si consumeix energia com si no. Si un circuit elèctric té un port de sortida, un parell de terminals que produeixen un senyal elèctric, el circuit connectat a aquest terminal (o la seva impedància d'entrada) és la càrrega. Per exemple, si un reproductor de CD està connectat a un amplificador, el reproductor de CD és la font, i l'amplificador és la càrrega, i per continuar amb el concepte, si els altaveus estan connectats a aquest amplificador, aquest amplificador es converteix en una segona font nova (als altaveus) i els altaveus seran la càrrega per al reproductor de CD (però no per al reproductor de CD... es tracta de dues fonts separades i dues càrregues separades, encadenats en sèrie.
La càrrega afecta el rendiment dels circuits pel que fa a les tensions o corrents de sortida, com ara els sensors, les fonts de tensió i els amplificadors. Les preses de corrent en són un exemple senzill: subministren energia a tensió constant, amb aparells elèctrics connectats al circuit d'alimentació que constitueixen col·lectivament la càrrega. Quan s'encén un aparell d'alta potència, redueix dràsticament la impedància de càrrega.
Les tensions cauran si la impedància de càrrega no és molt superior a la impedància de l'alimentació. Per tant, encendre un aparell de calefacció en un entorn domèstic pot provocar que les llums incandescents s'atenuin notablement.

## Un enfocament més tècnic

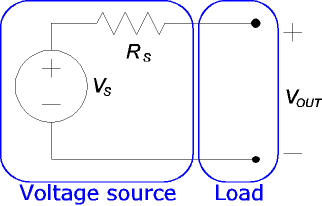
El circuit està representat per una font de tensió ideal Vs en sèrie amb una resistència interna Rs.

Quan es parla de l'efecte de la càrrega en un circuit, és útil ignorar el disseny real del circuit i considerar només l'equivalent de Thévenin. (En el seu lloc, es podria utilitzar l'equivalent de Norton, amb els mateixos resultats). L'equivalent Thévenin d'un circuit té aquest aspecte:
Sense càrrega (terminals en circuit obert), tot {\displaystyle V_{S}} cau a través de la sortida; la tensió de sortida és {\displaystyle V_{S}}. Tanmateix, el circuit es comportarà de manera diferent si s'afegeix una càrrega. Per tant, ens agradaria ignorar els detalls del circuit de càrrega, com vam fer per a la font d'alimentació, i representar-lo de la manera més senzilla possible. Per exemple, si fem servir una resistència d'entrada per representar la càrrega, el circuit complet es veurà així:

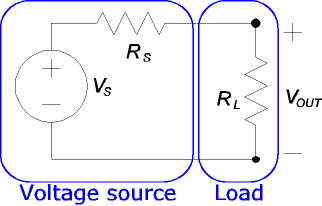
La resistència d'entrada de la càrrega es troba en sèrie amb Rs.

Mentre que la font de tensió per si mateixa era un circuit obert, l'addició de la càrrega fa un circuit tancat i permet que la càrrega flueixi. Aquest corrent provoca una caiguda de tensió {\displaystyle R_{S}}, de manera que la tensió al terminal de sortida ja no és {\displaystyle V_{S}}. La tensió de sortida es pot determinar mitjançant la regla de divisió de tensió :
{\displaystyle V_{OUT}=V_{S}\cdot {\frac {R_{L}}{R_{L}+R_{S}}}}
Si la resistència de la font no és menyspreable en comparació amb la impedància de càrrega, la tensió de sortida caurà.
Aquesta il·lustració utilitza resistències simples, però es pot aplicar una discussió similar en circuits de corrent altern que utilitzen elements resistius, capacitius i inductius.